# Kolhapur (dystrykt)
Kolhapur (dystrykt) (marathi कोल्हापूर जिल्हा, ang. Kolhapur district) – jest jednym z 
trzydziestu pięciu dystryktów indyjskiego stanu Maharasztra, o powierzchni 7 685 km².

## Położenie
Położony jest w południowo-zachodniej części tego stanu. Na zachodzie graniczy z dystryktami Ratnagiri i Sindhudurg, na  północy 
z dystryktem Sangli (granica przebiega na rzece Varna) i od wschodu ze stanem Karnataka. Od południowego wschodu graniczy ze stanem Karnataka, a od południowego zachodu z dystryktem Sindhudurg. 
Stolicą dystryktu jest miasto Kolhapur.

## Rzeki
Rzeki przepływające przez obszar dystryktu :
- Bhogawati
- Dudhganga
- Ghatprabha
- Hirannyakeshi
- Kasari
- Krishna
- Kumbhi
- Tamraparni
- Tulshi
- Warna